# Ulica Dalmatyńczyków 101
Ulica Dalmatyńczyków 101 (ang. 101 Dalmatian Street, od 2019) – brytyjsko-kanadyjski serial animowany, wyprodukowany przez Passion Animation Studios i Atomic Cartoons. Serial został stworzony na podstawie książki 101 dalmatyńczyków autorstwa Dodie Smith i filmów powstałych na podstawie książki.
Jest to drugi serial stworzony na podstawie książki i filmów, tuż po serialu 101 dalmatyńczyków z 1997 roku.
Serial został przedpremierowo wyemitowany 14 grudnia 2018 roku na antenie Disney Channel w Wielkiej Brytanii i Irlandii. Oficjalna premiera serialu rozpoczęła się 18 marca 2019 roku. Zostało również potwierdzone, że serial został przedłużony o drugi sezon.
Pierwszy odcinek serialu został wyemitowany 21 grudnia 2018 roku w Polsce na antenie Disney Channel. Regularna emisja serialu odbyła się 25 marca 2019 roku na tej samej stacji.

## Fabuła
Akcja serialu ma miejsce w prawie 60 lat od wydarzeń z filmu 101 dalmatyńczyków i skupia się na rodzinie składającą się z 99 małych dalmatyńczyków i ich rodziców, którzy mieszkają we współczesnym Londynie na Ulicy Dalmatyńczyków 101. Za każdym razem, kiedy rodzice wychodzą do pracy, dowodzenie w domu przejmują najstarsi z rodzeństwa, Dylan i Dolly.

## Obsada
- Josh Brener – Dylan
- Michaela Dietz – Dolly
- Rhashan Stone – Doug
- Ella Kenion – Delilah
- Nefeli Karakosta – Dizzy
- Florrie Wilkinson – Dee Dee
- Bert Davis – Diesel
- Lauren Donzis –
  - Destiny,
  - Déjà Vu
- Abigail Zoe Lewis – Dallas
- Jack Binstead – Delgado
- Maxwell Apple – D.J.
- Akiya Henry – Da Vinci
- Margot Powell – Dorothy

## Wersja polska
Wersja polska: SDI Media Polska

Reżyseria: 
- Katarzyna Łęcka (odc. 1-20),
- Janusz Dąbrowski (odc. 21-30, 41-52)

Dialogi: Renata Wojnarowska

Dźwięk: 
- Krzysztof Jaworski,
- Łukasz Fober,
- Mateusz Michniewicz

Kierownictwo muzyczne: 
- Piotr Gogol (czołówka),
- Agnieszka Tomicka

Kierownictwo produkcji: Magdalena Leczkowska

W wersji polskiej udział wzięli:
- Damian Kulec –
  - Dylan,
  - Hugo, właściciel Clarissy (odc. 17, 19)
- Ewelina Ruckgaber – Dolly
- Karol Osentowski – Fergus
- Dariusz Odija – Tata (Doug)
- Magdalena Warzecha – Mama (Delilah)
- Olga Cybińska – Dallas
- Marta Dobecka – 
  - Dorothy,
  - Kobieta sprawdzająca wiatraki (odc. 14)
- Daria Głowacka – Dee Dee
- Lila Kowalska – Déjà Vu
- Pola Piłat – Dizzy
- Joanna Sokołowska – Destiny
- Jan Szydłowski – Diesel
- Izabella Bukowska-Chądzyńska – Clarissa
- Marta Czarkowska – 
  - Arabella,
  - Pracownica spa (odc. 13),
  - Reżyserka reklamy (odc. 14)
- Kamil Studnicki – Deepak
- Karolina Bacia – Roxy
- Zofia Domalik – Big Fee
- Karol Kwiatkowski – 
  - Delgado,
  - Da Vinci (odc. 28)
- Sebastian Perdek – Hansel
- Adrian Rux – 
  - Dawkins,
  - Sid
- Filip Rogowski – Dimitri 1
- Monika Pikuła –
  - Prunella,
  - Kociara (odc. 5),
  - Kobieta (odc. 17),
  - Inspektorka (odc. 24),
  - Miłośniczka sztuki (odc. 28)
- Anna Szymańczyk –
  - Snowball,
  - kapitan Walker (odc. 10)
- Robert Tondera – Constantin
- Kinga Ilgner – 
  - Pearl,
  - Hunter De Mon (odc. 16)
- Miron Jagniewski – Dante
- Paweł Wojtaszek –
  - Kaczka (odc. 5),
  - Mężczyzna z burgerem (odc. 5)
- Igor Borecki – Da Vinci (odc. 11)
- Monika Janik – Portia Pudel (odc. 12-13)
- Piotr Tołoczko – 
  - Spencer (odc. 12-13),
  - Godfrey
- Dominik Szarwacki – Borys (odc. 15-16)
- Krzysztof Plewako-Szczerbiński – Bull (odc. 15-16)
- Jacek Król – Godfrey (odc. 15-16)
- Artur Kaczmarski – Apollo (odc. 19)
- Anna Sztejner – 
  - Reżyserka reklamy (odc. 21),
  - Cruella De Mon (odc. 50-52)
- Magdalena Herman-Urbańska – Cruella De Mon (odc. 21, 29)
- Jakub Szyperski – Hunter De Mon (odc. 21, 28-30)
- Wit Apostolakis-Gluziński – Diesel (odc. 21-24, 27-30)
- Kamil Pruban – Doktor Dave (odc. 24)
- Magda Kusa – Summer (odc. 25-26)
- Elżbieta Jędrzejewska – Bessy (odc. 25-26)
- Marek Robaczewski – Łabędź (odc. 27)
- Agnieszka Fajlhauer – Aporta (odc. 33)
- Sebastian Machalski – Hunter De Mon (odc. 49-52)
- Wojciech Chorąży – Hugo (odc. 51-52)
- Emilia Niedzielak
- Jan Hussakowski
- Aleksandra Nowicka
- Patryk Czerniejewski
- Michał Przybysz
- Magdalena Kaczmarek
- Antoni Scardina
- Paweł Szczesny

i inni
Wykonanie piosenek:
- Jagoda Stach,
- Magdalena Tul,
- Damian Kulec,
- Kamil Bijoś,
- Katarzyna Owczarz

i inni
Lektor: Artur Kaczmarski

## Spis odcinków
| Nr   | Tytuł                                   | Tytuł polski                       | Premiera                         | Premiera w Polsce             |
| ---- | --------------------------------------- | ---------------------------------- | -------------------------------- | ----------------------------- |
| 1    | Dog's Best Friend                       | Najlepszy przyjaciel psa           | 18 marca 2019                    | 21 grudnia 2018               |
| 2    | Boom Night                              | Wielkie bum                        | 18 marca 2019                    | 21 grudnia 2018               |
| 3    | Power to the Puppies                    | Szczeniaki rządzą                  | 19 marca 2019                    | 25 marca 2019                 |
| 4    | Who the Dog Do You Think You Are?       | Za kogo ty psie uważasz?           | 20 marca 2019                    | 26 marca 2019                 |
| 5    | Walkies on the Wild Side                | Spacer na dziką stronę mocy        | 21 marca 2019                    | 27 marca 2019                 |
| 6    | May Contain Nuts                        | Twardy orzech do zgryzienia        | 25 marca 2019                    | 28 marca 2019                 |
| 7    | Winter Funderland                       | Zimowy raj                         | 26 marca 2019                    | 29 marca 2019                 |
| 8    | Snow Day                                | Dzień śniegu                       | 27 marca 2019                    | 1 kwietnia 2019               |
| 9    | Perfect Match                           | Idealna para                       | 28 marca 2019                    | 2 kwietnia 2019               |
| 10   | All Fired Up                            | Pali się                           | 1 kwietnia 2019                  | 3 kwietnia 2019               |
| 11   | Poetry Scam                             | Poetycki przekręt                  | 2 kwietnia 2019                  | 3 czerwca 2019                |
| 12   | Crushed Out                             | Odkochani                          | 3 kwietnia 2019                  | 4 czerwca 2019                |
| 13   | Girl's Day Out                          | Dziewczyński dzień                 | 4 kwietnia 2019                  | 5 czerwca 2019                |
| 14   | The Woof Factor                         | Efekt hał                          | 22 kwietnia 2019                 | 6 czerwca 2019                |
| 1516 | The Nose Job                            | Kto ma nosa                        | 23 kwietnia 201924 kwietnia 2019 | 7 czerwca 201910 czerwca 2019 |
| 17   | My Fair Dolly                           | Nowa Dolly                         | 25 kwietnia 2019                 | 11 czerwca 2019               |
| 18   | Flea-Mageddon                           | Pchłarmagedon                      | 29 kwietnia 2019                 | 12 czerwca 2019               |
| 19   | A Right Royal Rumble                    | Królewska awantura                 | 17 sierpnia 2019                 | 13 czerwca 2019               |
| 20   | Dal-Martians                            | Dal-Marsjanie                      | 18 sierpnia 2019                 | 14 czerwca 2019               |
| 21   | A Date with Destiny… Dallas and Déjà Vu | Randka z Destiny, Dallas i Déjà Vu | 24 sierpnia 2019                 | 12 października 2019          |
| 22   | The Wow of Miaow                        | Księga Wow Miau                    | 25 sierpnia 2019                 | 12 października 2019          |
| 23   | Fear Window                             | Okno strachu                       | 31 sierpnia 2019                 | 19 października 2019          |
| 24   | The Dog House                           | Dom psi                            | 1 września 2019                  | 19 października 2019          |
| 2526 | A Summer to Remember                    | Pamiętne lato                      | 7 września 2019                  | 9 listopada 2019              |
| 27   | Long Tongue Day                         | Pora długiego jęzora               | 8 września 2019                  | 26 października 2019          |
| 28   | Doggy Da Vinci                          | Psi Da Vinci                       | 14 września 2019                 | 26 października 2019          |
| 2930 | London We Have A Problem                | Londynie, mamy problem             | 15 września 2019                 | 2 listopada 2019              |
| 31   | It's My Party                           | To moja impreza                    | 21 września 2019                 | 8 czerwca 2020                |
| 32   | Fox in the Dog House                    | Komu w drogę, temu lis             | 22 września 2019                 | 8 czerwca 2020                |
| 33   | Fetch                                   | Aporta                             | 28 września 2019                 | 9 czerwca 2020                |
| 34   | Don't Push Your Luck                    | Szczęście w nieszczęściu           | 29 września 2019                 | 9 czerwca 2020                |
| 35   | The Curse of the Ferrydog               | Klątwa psiego promiarza            | 3 lutego 2020                    | 10 czerwca 2020               |
| 36   | The Walls Are Alive                     | Te ściany żyją                     | 3 lutego 2020                    | 10 czerwca 2020               |
| 37   | Diamond Dogs                            | Pies na brylanty                   | 4 lutego 2020                    | 11 czerwca 2020               |
| 38   | Ride Along                              | Praktyki policyjne                 | 4 lutego 2020                    | 11 czerwca 2020               |
| 39   | Poodlewolf!                             | Pudelwilk                          | 5 lutego 2020                    | 12 czerwca 2020               |
| 40   | The Longest Night                       | Najdłuższa noc                     | 5 lutego 2020                    | 12 czerwca 2020               |
| 41   | Balancing Act                           | Na krawędzi                        | 6 lutego 2020                    | 15 czerwca 2020               |
| 42   | Dawkins Strikes Back                    | Dawkins strajkuje                  | 6 lutego 2020                    | 15 czerwca 2020               |
| 43   | Poodlefall!                             | ---                                | 10 lutego 2020                   | 16 czerwca 2020               |
| 44   | Dotty Dancing                           | Wirujący pies                      | 10 lutego 2020                   | 16 czerwca 2020               |
| 45   | Yappily Ever After                      | I żyli długo i szczekliwie         | 11 lutego 2020                   | 17 czerwca 2020               |
| 46   | D-Factor                                | D-Faktor                           | 11 lutego 2020                   | 17 czerwca 2020               |
| 4748 | Puppy Dreams                            | Szczenięce sny                     | 20 lutego 2020                   | 22 czerwca 2020               |
| 49   | Dante's Inferno                         | Dantejskie piekło                  | 22 lutego 2020                   | 18 czerwca 2020               |
| 50   | Better the De Vil You Know              | Do pies razy sztuka                | 22 lutego 2020                   | 18 czerwca 2020               |
| 5152 | The De Vil Wears Puppies                | De Mon ubiera się w szczeniaki     | 22 lutego 2020                   | 19 czerwca 2020               |